# Biebern

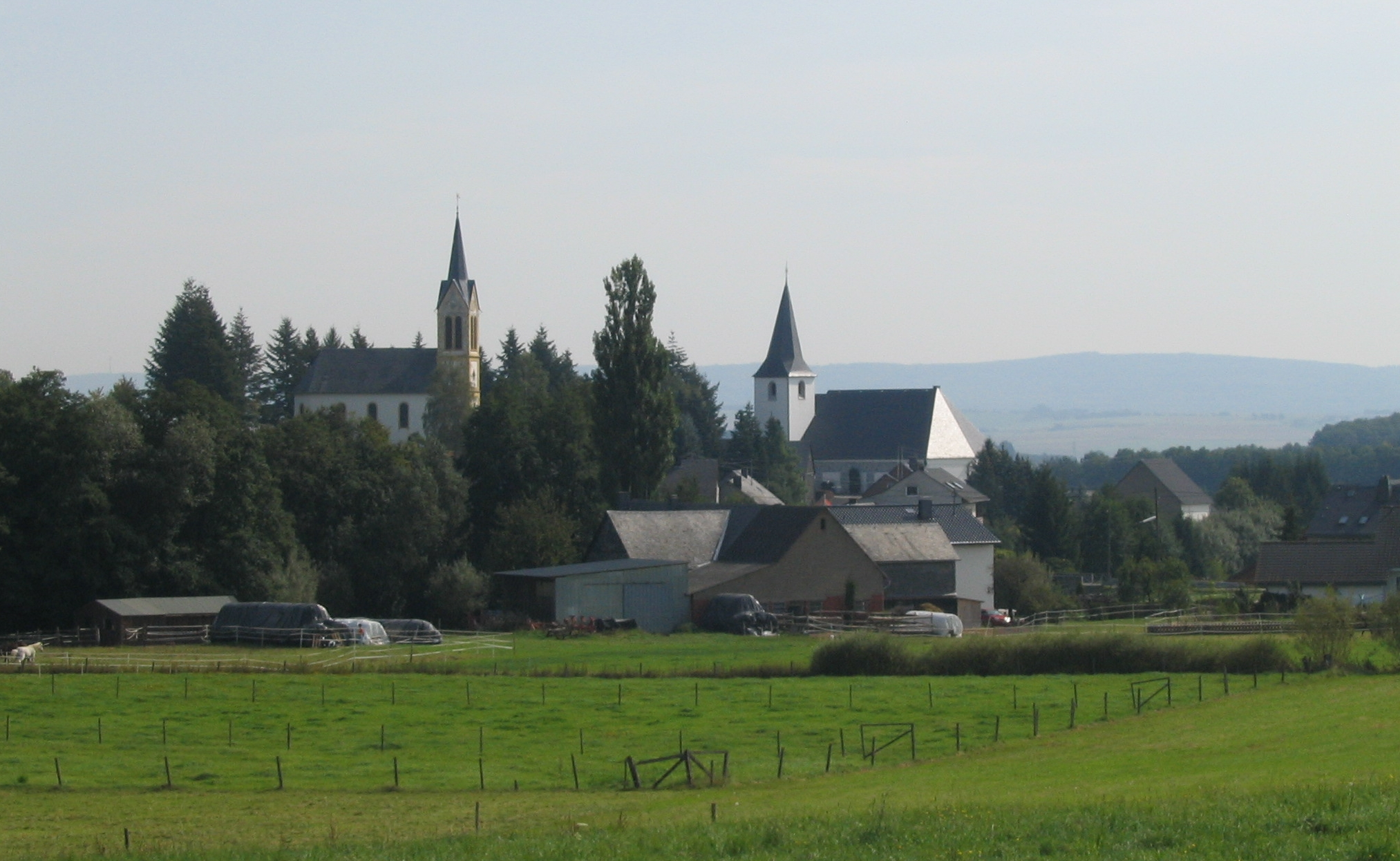
Die beiden Kirchen von Biebern aus nordwestlicher Richtung

Biebern ist eine Ortsgemeinde im Rhein-Hunsrück-Kreis in Rheinland-Pfalz. Sie gehört der Verbandsgemeinde Simmern-Rheinböllen an.

## Geographie
Biebern liegt im Biebertal zentral im Hunsrück zwischen der Bundesstraße 50 und der Hunsrückhöhenstraße.
Nachbarorte von Biebern sind die Ortsgemeinden Reich im Nordwesten, Michelbach im Norden, Külz im Nordosten, Fronhofen im Osten sowie Unzenberg und Heinzenbach im Südwesten. 

## Geschichte
Der Ort wird bereits 754 als Biberahu in pago Nafinsi in einer Schenkungsurkunde an das Kloster Fulda erwähnt. Im 11. Jahrhundert gelangte der Ort in den Besitz des Klosters Ravengiersburg, dessen Aufhebung durch Herzog Georg von Simmern im Jahr 1566 erfolgte. Um das Jahr 1310, nach neueren Erkenntnissen des Landeshauptarchiv Koblenz wohl 1330–1335, wird der Ort unter dem Namen Biberin im Sponheimischen Gefälleregister der Grafschaft Sponheim erwähnt.
Bis 1673 gehörte Biebern zum pfälzischen Teilherzogtum Pfalz-Simmern, ab 1673 zur Kurpfalz. 1689 wurde das Simultaneum in Biebern eingeführt, um 1770 verfügten beide Konfessionen am Ort über eine Kirche.
Mit der Besetzung des linken Rheinufers 1794 durch französische Revolutionstruppen wurde der Ort französisch. Die tödliche Kugel, die den Lützower Jäger Theodor Körner traf, kam von einem deutschen Schützen aus Biebern. 1815 wurde Biebern auf dem Wiener Kongress dem Königreich Preußen zugeordnet. 1939 erfolgte die Auflösung der bisherigen Bürgermeisterei Ohlweiler, Biebern kam zu Bürgermeisterei Simmern.
Nach dem Zweiten Weltkrieg der französischen Besatzungszone zugeordnet, ist der Ort seit 1946 Teil des damals neu gebildeten Landes Rheinland-Pfalz.

## Politik

### Gemeinderat
Der Gemeinderat in Biebern besteht aus acht Ratsmitgliedern, die bei der Kommunalwahl am 9. Juni 2024 in einer Mehrheitswahl gewählt wurden, und dem ehrenamtlichen Ortsbürgermeister als Vorsitzendem.

### Bürgermeister
Marco Schömehl wurde am 2. März 2021 Ortsbürgermeister von Biebern, nachdem er bereits seit 14. Januar 2020 die Amtsgeschäfte als Erster Beigeordneter geführt hatte. Die einstimmige Wahl erfolgte durch den Gemeinderat. Bei der Direktwahl am 9. Juni 2024 wurde Schömehl ohne Gegenkandidat mit 89,4 % der Stimmen in seinem Amt bestätigt.
Bei der Direktwahl am 26. Mai 2019 war kein Kandidat angetreten. Der bisherige Ortsbürgermeister Gunther Lämmermann legte sein Amt zum 31. Juli 2019 nieder, erklärte sich aber dazu bereit, die Amtsgeschäfte bis zur Einführung eines Nachfolgers als Erster Beigeordneter fortzuführen. Zum 31. Dezember 2019 trat Lämmermann von allen Ämtern zurück, Nachfolger wurde Marco Schömehl.

### Wappen
| Wappen von Biebern | Blasonierung: „Von Silber und Blau gespalten; vorne ein durchgehendes schwarzes Kreuz, hinten eine silberne Waage, darüber zwei Kirchen.“ |
| Wappen von Biebern | Wappenbegründung: Das schwarze Kreuz in Silber weist auf die ehemalige reichsunmittelbare Benediktinerabtei Fulda hin, der der Edle Eggiolt 754 seinen Waldanteil in Biebern vermachte. Die beiden Kirchen erinnern an die zwei Gotteshäuser im Ort, die Waage an die Bieberner „Gedinge“, die das Augustiner-Chorherrenstift Ravengiersburg abhielt. |

## Kultur und Sehenswürdigkeiten

### Bauwerke
- Katholische Kirche St. Johannes der Täufer aus dem Jahr 1770. Die Kirche war bis 2022 Pfarrkirche der Pfarrei Biebern. Seit dem 1. Januar 2023 ist die ehemalige Pfarrei Biebern Teil der neu errichteten Pfarrei Simmern-Rheinböllen St. Lydia[11]
- Reformierte Pfarrkirche aus dem Jahr 1764

### Freizeit
Der Biebertaler-Rundweg verbindet Biebern mit den Ortschaften des Biebertales auf einer Gesamtlänge von 26,5 km.

## Wirtschaft und Infrastruktur
Am Nordrand von Biebern verläuft die Landesstraße 226, von der die durch den Ort führende Kreisstraße 15 abzweigt, und von dieser wiederum die Kreisstraße 18.